# Ильдико
Ильдико (лат. Ildico) — последняя из жён царя гуннов Аттилы.

## Биография
Точное происхождение Ильдико неизвестно, но на основе древне-германских сказаний о короле Атли в «Песне о Нибелунгах» и «Старшей Эдде» предполагается, что, вероятнее всего, она была дочерью короля бургундов. Также существуют версии о её готском, гепидском или франкском происхождении.
В 453 году Ильдико, славившаяся исключительной красотой, стала женой Аттилы. Историк Иордан в труде «О происхождении и деяниях гетов», ссылаясь на не дошедшее до нас в оригинале свидетельство Приска Панийского, писал, что наутро после брачной ночи Аттила был найден мертвым в луже собственной крови рядом с плачущей Ильдико. Иордан считал, что Аттила скончался от излишнего чревоугодия и пьянства, которым царь гуннов предался на брачном пиру, но в германских сказаниях («Песнь об Атли» в «Старшей Эдде») разрабатывается сюжет, что Аттила был убит своей женой (бургундкой Гудрун), которая таким образом отомстила за гибель братьев от рук гуннов. Об убийстве Аттилы женой сообщал и Марцеллин Комит.
Имя Ильдико (Hildiko) может быть произведено как уменьшительное от «hild», частого окончания древне-германских женских имён. Соответствующее германское имя выглядело бы как Hildchen (сравни также Helche). В «Песне о Нибелунгах» вторая жена Аттилы носит имя Кримхильды. Имя Ильдико (Ildikó), так же, как и имя Аттила, до сих пор пользуется популярностью в Венгрии.